# Marit Halset

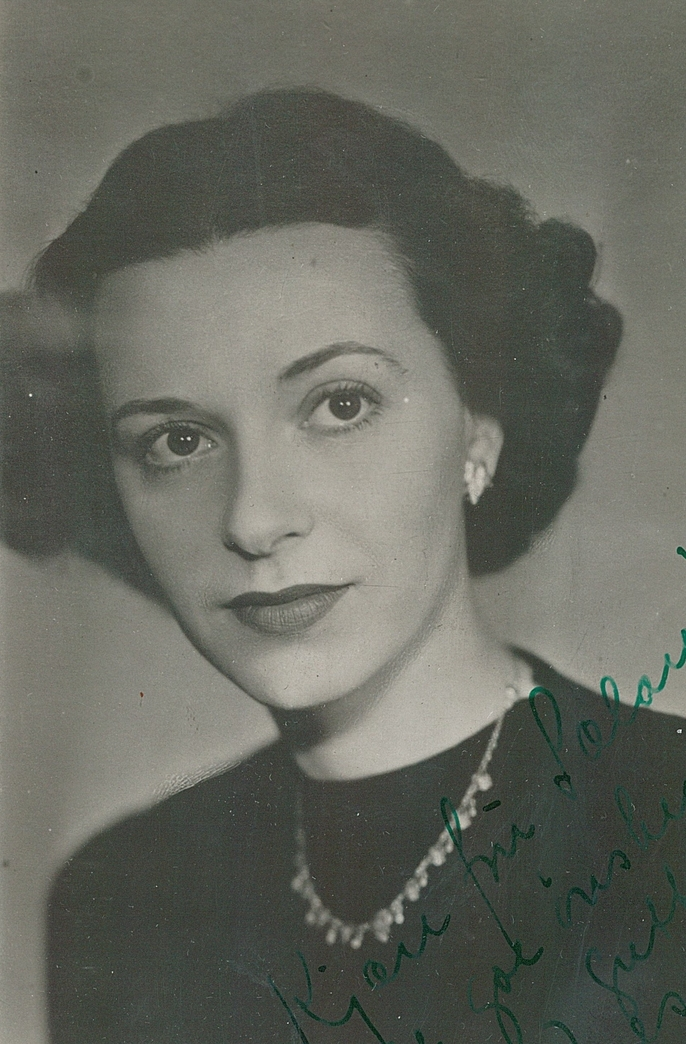
Marit Halset.

Marit Halset, född 18 maj 1912 i Oslo, död 22 mars 1986, var en norsk skådespelare.
Hon debuterade 1933 på Nationaltheatret, där hon uppträdde fram till 1948. Mellan 1948 och 1967 var hon anställd vid Det Nye Teater, och därefter var hon frilans. Bland hennes roller märks drottningen i William Shakespeares Hamlet och fru Linde i Henrik Ibsens Et dukkehjem. Halset var en allsidig karaktärsskådespelare och en säker miljöskildrare. Hon medverkade även i ett tiotal filmer; den första var Tancred Ibsens Tattarbruden (1937).

## Filmografi (urval)
- 1937 – Tattarbruden
- 1948 – Trollforsen
- 1951 – Kranes konditori
- 1954 – Portrettet
- 1958 – Ut av mørket